# Angel Long
Angel Long är en brittisk porrskådespelerska. Hennes födelsenamn är Sarah Read och hon är född och uppvuxen på en gård i Wiltshire, England. Vid 21 års ålder var hon för första gången med i en pornografisk film och har sedan dess medverkat i ca 170 filmer. Bland annat har hon gjort flera med Ashley Blue. 